# Oktapbang wangseja
Oktapbang wangseja (옥탑방 왕세자?, Il principe dell'ultimo pianoLR; titolo internazionale Rooftop Prince) è una serie televisiva sudcoreana trasmessa nel 2012 su SBS.

## Trama
Dopo aver ucciso per errore il cugino perduto Tae-yong negli Stati Uniti, Tae-mu torna in Corea affermando di non essere riuscito a trovarlo. La sua segretaria Se-na, con la quale ha una relazione segreta, incontra intanto la sorellastra Bak-ha, data per dispersa quindici anni prima dopo essere stata abbandonata per strada proprio da Se-na, ma che ha perso il ricordo dell'accaduto.
Due anni dopo la scomparsa di Tae-yong, quattro uomini vestiti con gli abiti tradizionali dell'era Joseon compaiono nella mansarda di Bak-ha. Affamati, senza casa né un posto dove andare, i quattro decidono di restare a vivere con la ragazza. Il loro capo, Lee Gak, sostiene di essere il principe ereditario di Joseon, mentre gli altri sarebbero la sua guardia del corpo Woo Yong-sool, lo scolaro Song Man-bo e l'eunuco Do Chi-san, e avrebbero compiuto un salto avanti nel tempo di trecento anni. Un giorno, Lee Gak vede Se-na, che è identica alla sua sposa, trovata annegata nel diciottesimo secolo, e si convince che sia la sua reincarnazione.
Nel frattempo, la presidentessa di un'azienda di shopping, Yeo Gil-nam, scambia Lee Gak per suo nipote Tae-yong, poiché hanno lo stesso aspetto, e crede che sia finalmente tornato a casa. Lee Gak, sospettando che la scomparsa di Tae-yong sia in qualche modo collegata al loro viaggio nel futuro, finge di essere il suo sosia per scoprire cos'è successo a Tae-yong, come tornare a Joseon e risolvere il mistero della morte della sua sposa.

## Personaggi
- Principe Lee Gak/Yong Tae-yong, interpretato da Park Yoo-chun e da Choi Won-hong (da bambino)
Principe ereditario di Joseon. Intelligente, gentile, saggio e prudente, ha un alto giudizio di sé. La sua controparte nell'era moderna, Tae-yong, è stata uccisa dal cugino Tae-mu, che l'ha spinto oltre il parapetto di uno yacht durante un litigio.
- Bak-ha/Hong Bu-yong, interpretata da Han Ji-min e da Jeon Min-seo (da bambina)
Forte e ottimista, è stata separata dalla sua famiglia all'età di nove anni, quando la sorellastra Se-na la abbandonò per strada. A causa di un incidente, però, ha dimenticato questo fatto. La sua controparte nel passato, Bu-yong, è la timida e intelligente cognata di Lee Gak, per il quale prova dei forti sentimenti. Bu-yong sarebbe dovuta diventare la sposa del principe, ma, a causa di una bruciatura sul volto provocata dalla sorella, fu sostituita e costretta a nascondere la cicatrice sotto un velo.
- Hong Se-na/Hong Hwa-yong, interpretata da Jeong Yu-mi e da Kim So-hyun (da bambina)
Sorellastra di Bak-ha, lavora come segretaria di Tae-mu, con il quale ha una relazione segreta. Ambiziosa, vendicativa e cospiratrice, da piccola abbandonò Bak-ha per strada a causa della gelosia che provava per lei. La sua controparte nel passato è la moglie di Lee Gak.
- Yong Tae-mu/principe Mu-chang, interpretato da Lee Tae-sung
Cugino di Tae-yong e amante segreto di Se-na. Ha un'importante carica nella società di famiglia, ma non può ereditarla, in quanto suo padre è il frutto di un tradimento avvenuto decenni prima. Non ha legami di sangue con l'attuale presidentessa, la nonna di Tae-yong, e per questo viene sempre messo da parte in favore del cugino. La sua controparte nel passato è il fratellastro di Lee Gak, il principe Mu-chang, che nutre del risentimento nei suoi confronti poiché lui e sua madre vennero allontanati dal palazzo quando lui era molto piccolo.
- Song Man-bo, interpretato da Lee Min-ho
Membro dell'entourage di Lee Gak. Bambino prodigio, ha acquisito padronanza in tutte le materie di studio prima dei ventidue anni. Essendo un figlio illegittimo, non può ricoprire cariche governative, quindi ha abbandonato gli studi in favore di una condotta di vita immorale, finché Lee Gak non l'ha reclutato per risolvere il mistero dell'omicidio della sua sposa. Ha una sorella di sedici anni.
- Woo Yong-sool, interpretato da Jung Suk-won
Membro dell'entourage di Lee Gak. Ha ucciso l'uomo che assassinò la madre e stuprò la sorella, e quindici delle sue guardie. È molto abile con la spada, che ha imparato a maneggiare per difendere gli innocenti. Riconoscendo la bontà del suo animo, Lee Gak l'ha salvato dall'esecuzione rendendolo la propria guardia del corpo.
- Do Chi-san, interpretato da Choi Woo-shik
Membro dell'entourage di Lee Gak. Profondo conoscitore sia delle donne che degli uomini, lavora nel bordello più grande di Joseon ed è abilissimo nel reperire informazioni. Lee Gak l'ha nominato eunuco di palazzo per scoprire cosa dice la gente sulla morte della principessa. Proviene da una famiglia povera, di cui gli è rimasta solo la madre, che lavora per dei nobili.

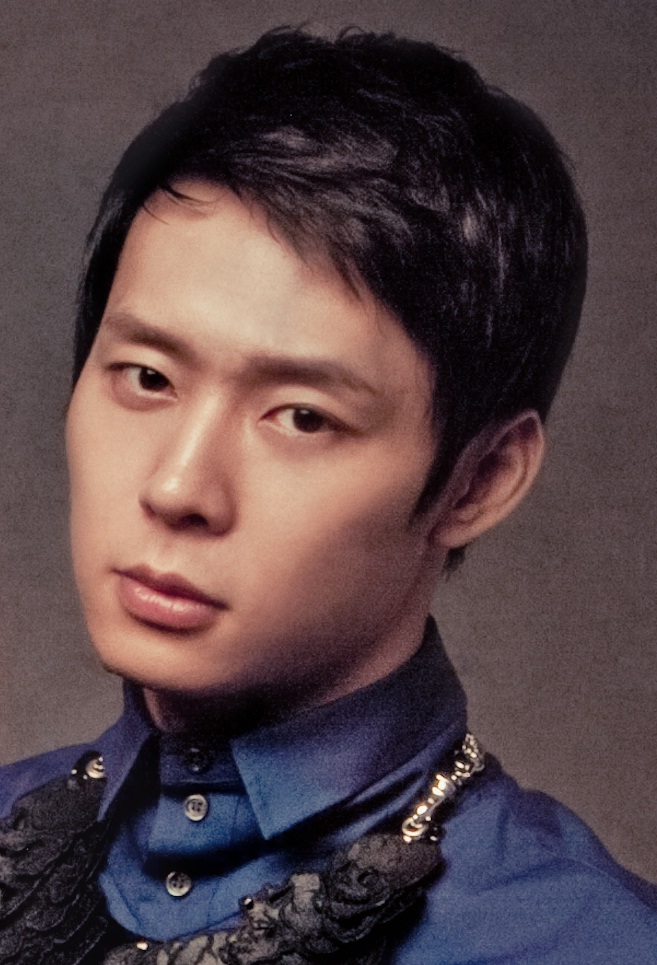
Park Yoo-chun interpreta il principe Lee-gak/Yong Tae-yong.
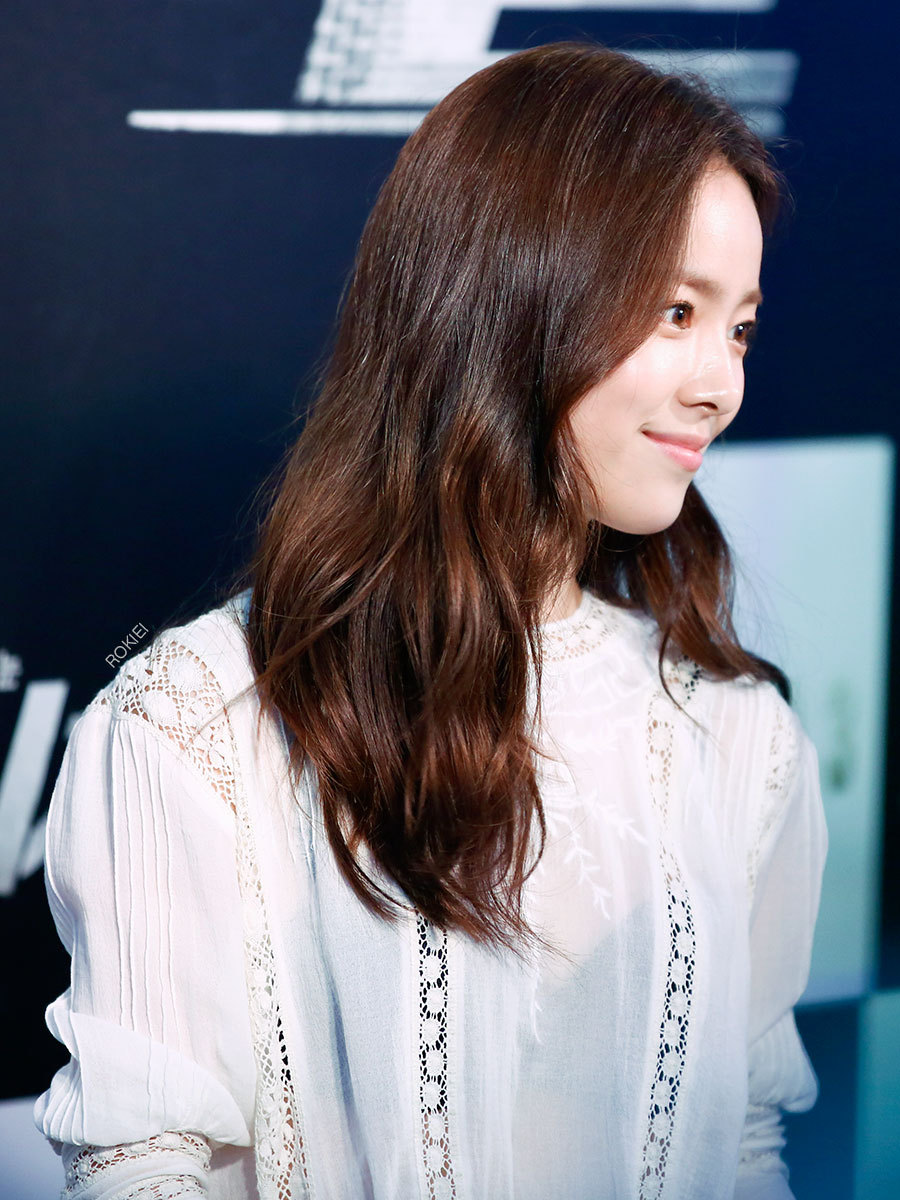
Han Ji-min interpreta Park Bak-ha/Hong Bu-yong.
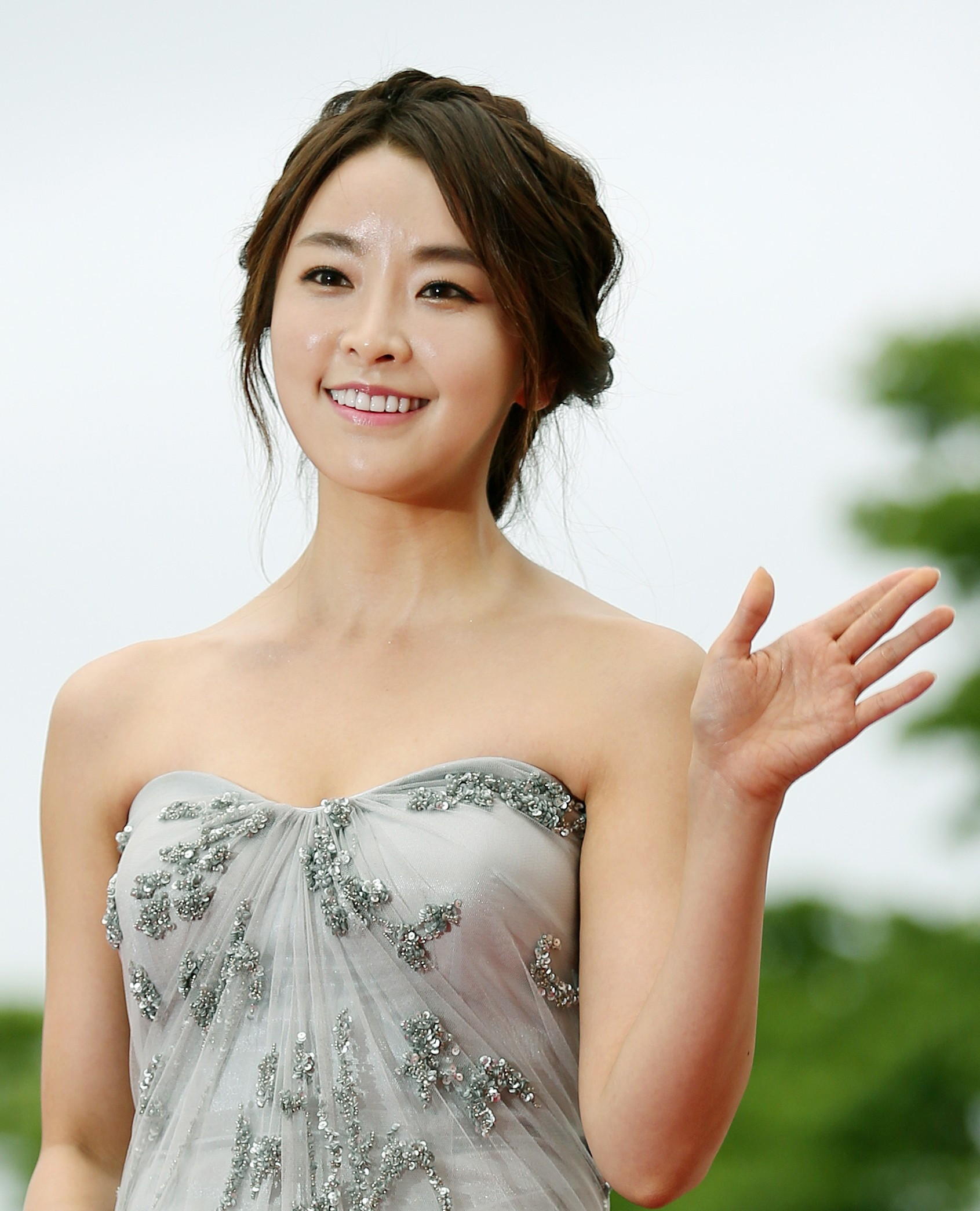
Jeong Yu-mi interpreta Hong Se-na/Hong Hwa-yong.
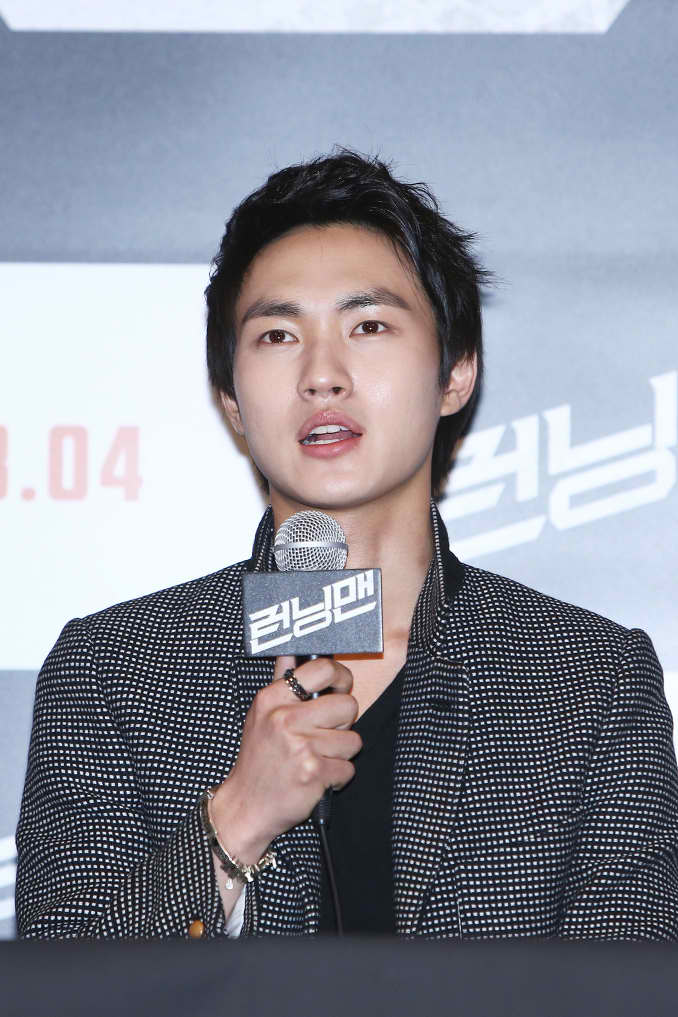
Lee Min-ho interpreta Song Man-bo.

### Altri personaggi
- Il re, interpretato da Kim Yoo-suk
Padre di Lee Gak.
- Lord Hong Man-pil, interpretato da Gil Yong-woo
Padre di Bu-yong e Hwa-yong e ministro della sinistra di Joseon.
- Lady Jeong, interpretata da Kyeon Mi-ri
Madre di Bu-yong e Hwa-yong.
- Gong Man-ok, interpretata da Song Ok-sook
Madre di Se-na.
- Park In-cheol, interpretato da Maeng Sang-hoon
Padre di Bak-ha.
- Ufficiale Hong Nak-hyeon, interpretato da Kim Hyung-bum
Fratello di Bu-yong e Hwa-yong e capo della polizia reale.
- Yeo Gil-nam, interpretata da Ban Hyo-jung
Presidentessa della Home & Shopping Network, nonna di Tae-yong.
- Yong Dong-man, interpretato da Ahn Suk-hwan
Padre di Tae-mu. È un uomo furbo e calcolatore, che finge di essere sciocco.
- Yong Seol-hee, interpretata da Park Joon-geum
Sorella di Gil-nam e zia di Dong-man.
- Lady Mimi, interpretata da Kang Byul
Vicina di casa e amica di Bak-ha, è una disegnatrice di webtoon e ha un debole per Man-bo.
- Becky, interpretata da Guzal Tursunova
Vicina di casa e amica di Bak-ha, è una modella.
- Pyo Taek-soo, interpretato da Lee Moon-sik
Ex-manager della Home & Shopping Network, venne licenziato dopo aver causato un'ingente perdita alla società e andò ad allevare cani. Viene reintegrato per aiutare Tae-yong/Lee Gak in azienda. Ha una relazione con Seol-hee.
- Jang Sun-joo, interpretata da Na Young-hee
Proprietaria di un quarto della Home & Shopping Network, è la madre di Bak-ha. Se ne andò di casa poco dopo il primo compleanno della figlia. È anche la vera madre di Se-na.

## Colonna sonora
La colonna sonora si compone di tre EP e un album.
Rooftop Prince OST Part 1
1. Baek Ji-young – After a Long Time (한참 지나서) – 3:20
2. Ali – Hurt (상처) – 4:01
3. After a Long Time (Instrumental) (한참 지나서 (Inst.)) – 3:21
4. Hurt (Instrumental) (상처 (Inst.)) – 4:01

Rooftop Prince OST Part 2
1. Jay Park – A Happy Ending (해피엔딩) – 3:14
2. A Happy Ending (Instrumental) (해피엔딩 (Inst.)) – 3:14

Rooftop Prince OST Vol. 1
1. Baek Ji-young – After a Long Time (한참 지나서) – 3:22
2. Ali – Hurt (상처) – 4:23
3. Jay Park – A Happy Ending (해피엔딩) – 3:16
4. 부용지 연못 – 1:55
5. 빈 – 1:51
6. 옥탑방 왕세자 – 1:22
7. 쫄쫄이 4인방 – 2:31
8. 서울 나들이 – 1:25
9. 금소화동숙 – 2:27
10. 수수께끼 – 1:46
11. After a Long Time (한참지나서 (Inst.)) – 3:22
12. Hurt (상처 (Inst.)) – 4:03
13. A Happy Ending (해피엔딩 (Inst.)) – 3:14

Rooftop Prince OST Part 3
1. Cho Eun – After a Long Time (한참 지나서) – 3:22
2. Park Ki-young – Even Under the Sky (어느 하늘 아래 있어도) – 3:45
3. Jiin – Andante – 4:02
4. Twilight – Difficult Love (사랑은 어려워) – 3:31
5. Kilgu Bong-gu – Shine (비춰줄께) – 3:22
6. After a Long Time (한참지나서 (Inst.)) – 3:22
7. Even Under the Sky (Instrumental) (어느 하늘 아래 있어도 (Inst.)) – 3:45
8. Andante (Instrumental) – 4:02
9. Difficult Love (Instrumental) (사랑은 어려워 (Inst.)) – 3:31
10. Shine (Instrumental) (비춰줄께 (Inst.)) – 3:22

## Ascolti
| Episodio | Prima TV originale | Dati TNmS           | Dati TNmS                  | Dati AGB            | Dati AGB                   |
| Episodio | Prima TV originale | Audience media      | Audience media             | Audience media      | Audience media             |
| Episodio | Prima TV originale | A livello nazionale | Area metropolitana di Seul | A livello nazionale | Area metropolitana di Seul |
| -------- | ------------------ | ------------------- | -------------------------- | ------------------- | -------------------------- |
| 1        | 21 marzo 2012      | 8,7%                | 9,7%                       | 9,8%                | 11,3%                      |
| 2        | 22 marzo 2012      | 12,0%               | 14,0%                      | 10,5%               | 11,7%                      |
| 3        | 28 marzo 2012      | 10,2%               | 11,2%                      | 11,2%               | 12,3%                      |
| 4        | 29 marzo 2012      | 11,1%               | 12,9%                      | 11,4%               | 12,7%                      |
| 5        | 4 aprile 2012      | 10,9%               | 12,1%                      | 11,2%               | 12,5%                      |
| 6        | 5 aprile 2012      | 14,2%               | 16,9%                      | 12,5%               | 14,0%                      |
| 7        | 12 aprile 2012     | 12,1%               | 13,5%                      | 12,5%               | 14,2%                      |
| 8        | 18 aprile 2012     | 11,6%               | 14,8%                      | 11,4%               | 12,2%                      |
| 9        | 19 aprile 2012     | 11,8%               | 13,7%                      | 12,0%               | 13,4%                      |
| 10       | 19 aprile 2012     | 11,2%               | 14,3%                      | 10,4%               | 11,9%                      |
| 11       | 25 aprile 2012     | 11,6%               | 13,0%                      | 10,6%               | 11,4%                      |
| 12       | 26 aprile 2012     | 12,3%               | 13,7%                      | 11,3%               | 12,4%                      |
| 13       | 2 maggio 2012      | 11,5%               | 14,1%                      | 10,3%               | 11,1%                      |
| 14       | 3 maggio 2012      | 12,0%               | 14,0%                      | 11,6%               | 12,5%                      |
| 15       | 9 maggio 2012      | 11,4%               | 13,2%                      | 11,6%               | 13,0%                      |
| 16       | 10 maggio 2012     | 12,4%               | 14,5%                      | 12,5%               | 13,8%                      |
| 17       | 16 maggio 2012     | 13,8%               | 16,1%                      | 11,8%               | 12,7%                      |
| 18       | 17 maggio 2012     | 13,5%               | 16,0%                      | 12,1%               | 12,9%                      |
| 19       | 23 maggio 2012     | 15,1%               | 17,3%                      | 12,8%               | 13,8%                      |
| 20       | 24 maggio 2012     | 14,9%               | 16,2%                      | 14,8%               | 15,7%                      |
| Media    | Media              | 12,1%               | 14,1%                      | 11,6%               | 12,8%                      |

## Riconoscimenti
- 2012 – Seoul International Drama Awards
  - Best Korean Drama
  - Outstanding Korean Actor (Park Yoo-chun)
  - Outstanding Korean Actress (Han Ji-min)
  - People's Choice (Park Yoo-chun)
- 2012 – Korea Drama Awards
  - Top Excellence Award, Actress (Han Ji-min)
- 2012 – K-Drama Star Awards
  - Excellence Award, Actress (Han Ji-min)
- 2012 – German Remarkable Korean Awards
  - Best Korean Drama
  - Best Actor (Park Yoo-chun)
- 2012 – SBS Drama Awards
  - Top Excellence Award, Actress in a Drama Special (Han Ji-min)
  - Excellence Award, Actor in a Drama Special (Park Yoo-chun)
  - Excellence Award, Actress in a Drama Special (Jeong Yu-mi)
  - Top 10 Stars (Park Yoo-chun)
  - Top 10 Stars (Han Ji-min)
  - Popularity Award (Park Yoo-chun)
  - Best Couple Award (Park Yoo-chun e Han Ji-min)
- 2014 – USTv Students' Choice Awards
  - Students' Choice Award for Best Foreign Drama